# Prawo o notariacie
Ustawa z dnia 14 lutego 1991 r. – Prawo o notariacie – polska ustawa, uchwalona przez Sejm RP, regulująca kwestie prawne związane z działalnością notariuszy.
Ustawa określa:
- zasady powoływania i odwoływania notariuszy
- prawa i obowiązki notariuszy
- strukturę organizacyjną i kompetencje samorządu notarialnego
- zasady nadzoru nad notariatem
- zasady odpowiedzialności notariuszy za szkody
- zasady odpowiedzialności dyscyplinarnej notariuszy
- prawa i obowiązki aplikantów i asesorów notarialnych
- zasady przetwarzania danych osobowych przez notariuszy
- zasady dokonywania czynności notarialnych
- zasady sporządzania aktu notarialnego i aktów poświadczenia dziedziczenia
- zasady poświadczania dokumentów notarialnych
- zasady sporządzania wypisów, wyciągów i odpisów aktów notarialnych.

## Nowelizacje
Ustawę znowelizowano wielokrotnie. Ostatnia zmiana weszła w życie w 2023 roku.